# 高坪乡 (永顺县)
高坪乡，是中华人民共和国湖南省湘西土家族苗族自治州永顺县下辖的一个乡镇级行政单位。

## 行政区划
高坪乡下辖以下地区：
场坪村、西米村、三脚岩村、高坪村、那木村、懂坪村、雨禾村、马鞍村、那咱村和那丘村。